# Erich Kukahn
Erich Kukahn (* 25. Oktober 1910 in Stettin; † 6. November 1987 in Bonn ) war ein deutscher Klassischer Archäologe.

## Leben
Nach dem Besuch des Marienstiftsgymnasiums in Stettin bis zum Abitur Ostern 1930 studierte er seit dem Sommersemester 1930 Klassische Archäologie, Vorgeschichte und Klassische Philologie an der Universität Marburg, das Wintersemester 1931/32 und das Sommersemester 1932 studierte er an der Universität München. Am 24. Juni 1936 wurde er in Marburg mit einer von Paul Jacobsthal, der 1935 emigrieren musste, angeregten Dissertation bei Hans Möbius promoviert. Nach der Teilnahme am Zweiten Weltkrieg, in dem er verwundet und fast blind wurde, wurde er zunächst Lehrer. Er habilitierte sich am 28. Februar 1950 an der Universität Bonn. Hier hatte er 1954/55 auch einen Lehrauftrag, wurde am 18. November 1958 Dozent, am 27. Juni 1961 außerplanmäßiger Professor und am 5. November 1964 Wissenschaftlicher Rat am Archäologischen Institut. 1975 trat er in den Ruhestand.
Bereits sein Lehrer Paul Jacobsthal interessierte sich intensiv für die griechischen Einflüsse im Mittelmeerraum und darüber hinaus. Seit seiner Studienzeit in Marburg verband ihn eine Freundschaft mit dem spanischen Archäologen Martín Almagro Basch. So wurde zu seinen Hauptforschungsgebieten die Archäologie der Phönizier, hier besonders die phönizischen anthropoiden Sarkophage, und die der Iberer. Seine Studien trugen zum Verständnis der phönizischen Einflüsse wie auch der Einflüsse durch die Kolonien von Phokaia auf der Iberischen Halbinsel in Bezug auf die tartessische und iberische Kunst und Ikonographie bei.
1968 wurde er ordentliches Mitglied des Deutschen Archäologischen Instituts.

## Veröffentlichungen (Auswahl)
- Der griechische Helm. Marburg 1936 (Dissertation, mit Lebenslauf).
- Norditalische Rüstungsbeschläge. In: Germania 20, 1936, S. 100–104 (Digitalisat).
- El sarcófago Sidonio, de Cádiz. In: Archivo Español de Arqueología 24, 1951, S. 23–34.
- Sobre los orígenes del retrato romano. In: Archivo Español de Arqueología 26, 1953, S. 245–253.
- Estatuilla de bronce de un guerrero a caballo del poblado ibérico de ‘La Bastida de les Alcuses’ (Mogente-Valencia) . In: Archivo de Prehistoria Levantina 5, 1954, S. 147–158.
- Anthropoide Sarkophage in Beyrouth und die Geschichte dieser sidonischen Sarkophagkunst. Gebr. Mann, Berlin 1955 (Habilitationsschrift).
- Busto femenino de terracota de origen rodio en el ajuar de una tumba ibicenca. In: Archivo Español de Arqueología 30, 1957, S. 3–14.
- mit Martín Almagro Basch: El Asklepios de Ampurias. In: Ampurias 19–20, 1957–1958, S. 1–30.
- mit Antonio Blanco: El tesoro del Carambolo. In: Archivo Español de Arqueología 32, 1959, S. 38–49.
- Los símbolos de la Gran Diosa en la pintura de los vasos ibéricos levantinos. In: Caesaraugusta 19–20, 1962, S. 79–85.
- Phönikische und iberische Kunst. In: Karl Schefold (Hrsg.): Die Griechen und ihre Nachbarn (= Propyläen Kunstgeschichte Bd. 1). Berlin 1967, S. 301–308.
- Zur Frühphase der iberischen Bronzen. In: Madrider Mitteilungen 8, 1967, S. 159–171.
- Unas relaciones especiales entre el arte oriental y el Occidente In: E. Ripoll (Hrsg.): Simposio Internacional de Colonizaciones, Barcelona – Ampurias. Instituto de Prehistoria y Arqueología de la Diputación de Barcelona, Barcelona 1971, S. 109–124.